# Mariamna II
Mariamna II fue la tercera esposa de Herodes el Grande.  Era hija de Simón ben Boecio el Sumo Sacerdote. Josefo relata así su boda:
Había un tal Simón, ciudadano de Jerusalén, hijo de un tal Boecio, ciudadano de Alejandría, y sacerdote de gran reputación allí; este hombre tenía una hija, que era estimada como la mujer más hermosa de aquel tiempo; y cuando el pueblo de Jerusalén comenzó a hablar mucho en su elogio, sucedió que Herodes se sintió muy afectado por lo que se decía de ella; y cuando vio a la doncella, quedó prendado de su belleza; sin embargo, rechazó por completo la idea de usar su autoridad para abusar de ella, pues creía, lo que era la verdad, que al hacerlo sería estigmatizado por violencia y tiranía; así que pensó que lo mejor era tomar a la doncella por esposa. Y aunque Simón era de una dignidad demasiado inferior para aliarse con él, pero aún así demasiado considerable para ser despreciado, gobernó sus inclinaciones de la manera más prudente, aumentando la dignidad de la familia, y haciéndolos más honorables; así que inmediatamente privó a Jesús, el hijo de Fabet, del sumo sacerdocio, y confirió esa dignidad a Simón, y así se unió en afinidad con él [casándose con su hija].
Tuvo un hijo de Herodes, llamado Herodes II o Herodes Boecio, que se casó con su sobrina, Herodías, y de ella tuvo una hija,  Salomé. 
Mariamne II se vio implicada en el complot de Antípater contra su marido en el año 4 a. C..  Como resultado, Herodes se divorció de ella y destituyó a su padre Simón Boecio como sumo sacerdote. Además, su hijo Herodes II fue eliminado de la línea de sucesión en el último testamento de Herodes.